# Sequência peptídica
A sequência peptídica ou sequência dos aminoácidos é a ordem pela qual os resíduos de aminoácidos, unidos por ligações peptídicas, se encontram na cadeia em peptídios e proteínas. A sequência é normalmente contada a partir da extremidade N-terminal, que contém um aminogrupo livre, até à extremidade C-terminal, que contém um grupo carboxílico livre. A sequência dos aminácidos é muitas vezes designada por sequência proteica caso represente a estrutura primária de uma proteína.